# Аума
Аума (њем. Auma) град је у њемачкој савезној држави Тирингија. Једно је од 61 општинског средишта округа Грајц. Према процјени из 2010. у граду је живјело 3.090 становника. Посједује регионалну шифру (AGS) 16076002.

## Географски и демографски подаци
Аума се налази у савезној држави Тирингија у округу Грајц. Град се налази на надморској висини од 394 метра. Површина општине износи 31,0 km². У самом граду је, према процјени из 2010. године, живјело 3.090 становника. Просјечна густина становништва износи 100 становника/km².